# Palo Alto (Kalifornia)
Palo Alto város az Amerikai Egyesült Államokban, Kalifornia államban, Santa Clara megye északnyugati részén, a San Francisco-öböl partján, melyet East Palo Alto, Los Altos, Los Altos Hills, Menlo Park, Mountain View, Portola Valley, és Stanford városai határolnak. Neve az El Palo Alto nevű mamutfenyőből ered, mely a város élő jelképe. Itt működik a Stanford Egyetem egyik részlege, ugyanakkor a Szilícium-völgy több informatikai vállalatának is központja, mint a Hewlett-Packard, VMware vagy a Tesla, Inc. Lakosainak száma 68 572 fő (2020. április 1.).

## Népesség
| Lakosok száma | 58 598 | 64 403 | 66 777 | 68 572 |
|               | 2000   | 2010   | 2018   | 2020   |

## Képek

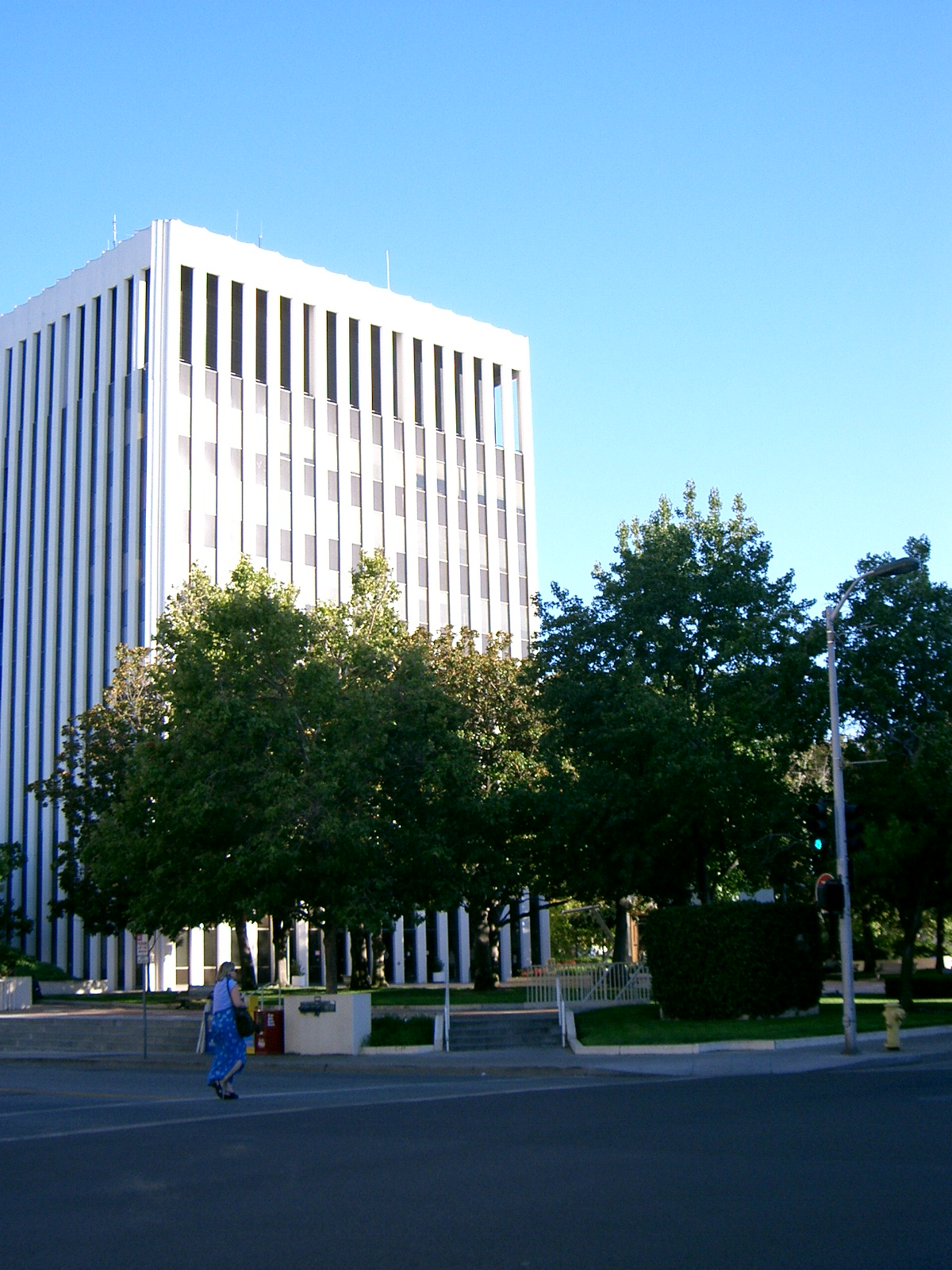
Városháza
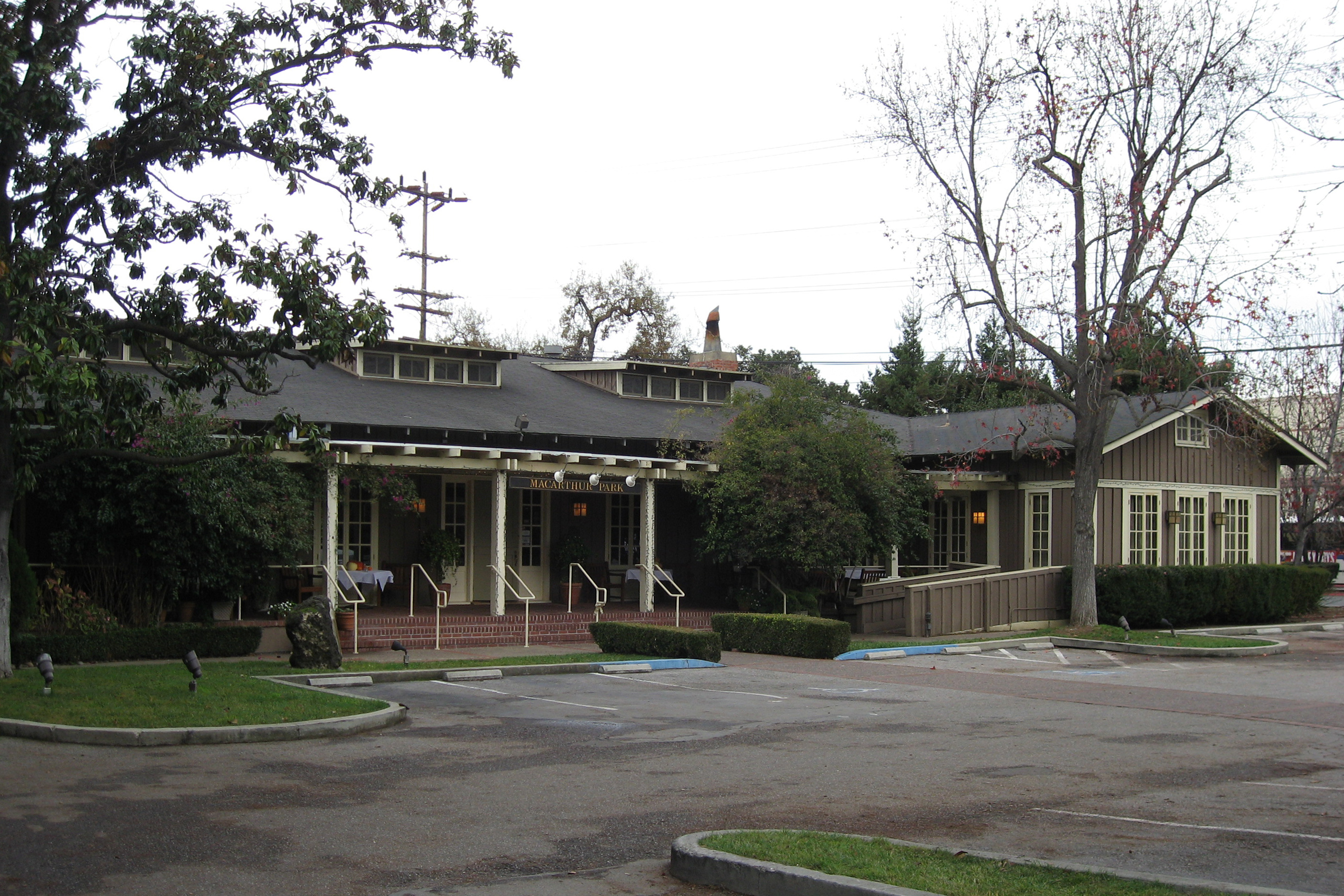
Művelődési otthon
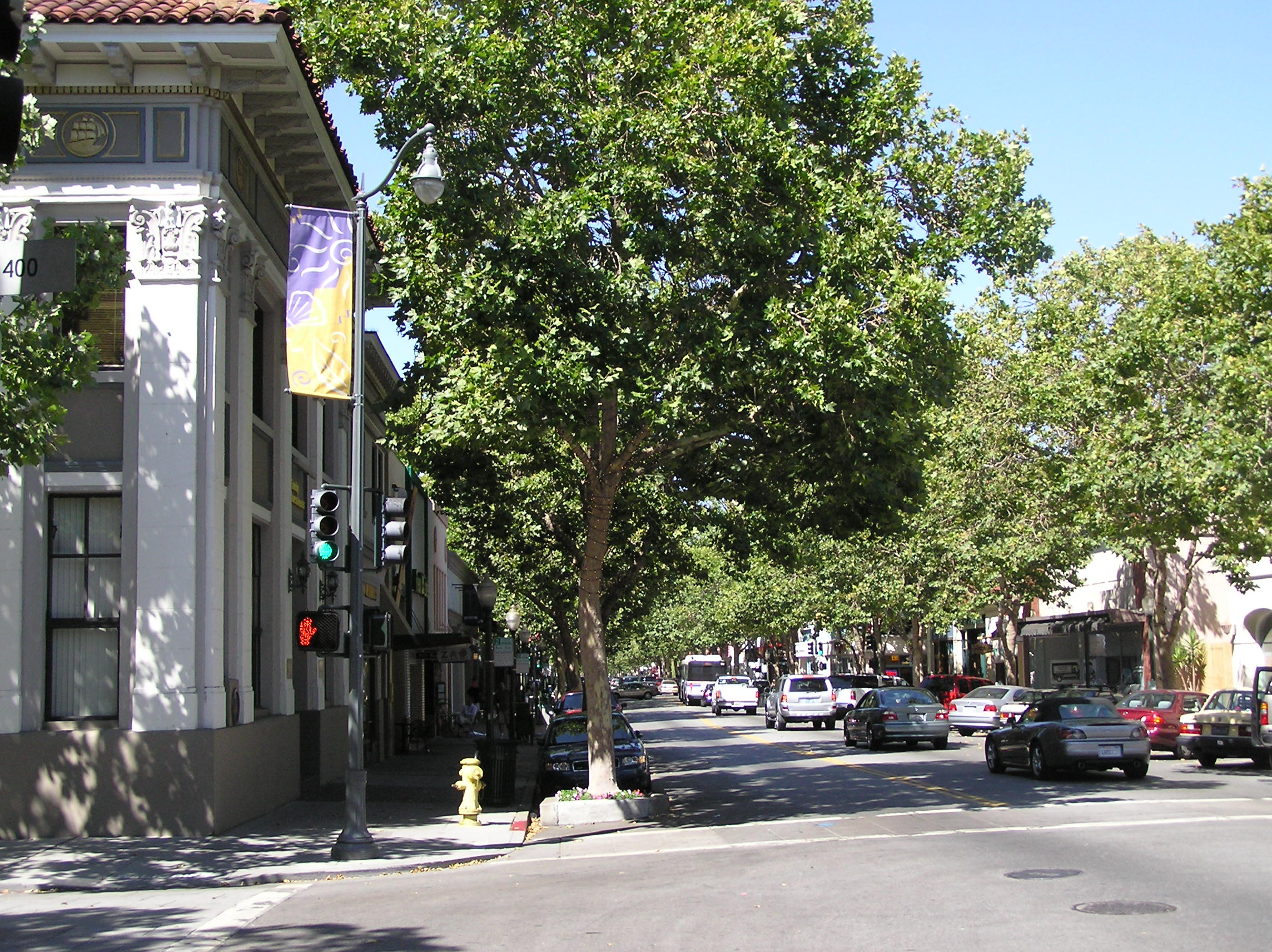
University Avenue a belvárosban

## Testvértelepülések
- Albi, Franciaország
- Linköping, Svédország
- Oaxaca de Juárez, Mexikó
- Enschede, Hollandia
- Palo (Fülöp-szigetek), Fülöp-szigetek
- Cucsiura, Ibaraki prefektúra, Japán

## Fordítás
- Ez a szócikk részben vagy egészben  a   Palo Alto, California című angol Wikipédia-szócikk fordításán alapul.  Az eredeti cikk szerkesztőit annak laptörténete sorolja fel. Ez a jelzés csupán a megfogalmazás eredetét és a szerzői jogokat jelzi, nem szolgál a cikkben szereplő információk forrásmegjelöléseként.